# Nuto Navarrini
Nuto Navarrini (15 de agosto de 1901 – 27 de febrero de 1973) fue un actor teatral y cinematográfico de nacionalidad italiana.

## Biografía

### Inicios
Nacido en Milán, Italia, en el seno de una familia de artistas, su padre, Zenobio, era director de la Primaria Compañía de opereta Lombardo n. 1.
Actor de formación teatral, se dirigió en los años 1930 al género del avanspettacolo - en particular con Gea della Garisenda - con la creación de diversas piezas cómicas de tipo macchietta.
Como actor cinematográfico, fue intérprete de los filmes mudos Il delitto della via di Nizza (1913) y La reginetta delle rose (1914). Afamado actor de carácter, en su filmografía, no muy amplia, figuran algunos filmes de mérito, entre ellos el de género cómico I due sergenti, rodado en 1951.
En el período posterior al armisticio de 1943, fue capitán en las camisas negras.

### Teatro
El 13 de diciembre de 1919 fue Cléo de Mérode en el estreno en el Teatro Quirino de Roma de la obra "Si", de Pietro Mascagni.
En el Teatro Reinach de Parma, entre el 28 de enero y el 14 de febrero de 1922 formó parte del elenco de la Primaria Compagnia de opereta Lombardo n. 1, actuando en Madama di Tebe y Sì. Fue Tick Cock-Tail en el Teatro Lírico de Milán en el estreno de Primarosa, de Giuseppe Pietri, el 29 de octubre de 1926, y Coty en el estreno de Gigolette, de Carlo Lombardo el 30 de diciembre de ese año.
Trabajó también en el Teatro La Fenice de Venecia con la Compagnia dei Grandi Spettacoli d'Arte Operettistica, debutando con Ines Lidelba y Nella De Campi el 7 de febrero de 1927 con Cin Ci La. Ese mismo año, el 10 de febrero actuó en Primarosa, el 14 de febrero en Il Paese dei Campanelli, el 16 de febrero en Scugnizza, el 21 de febrero en Mam'zelle Nitouche (de Florimond Hervé), el 22 de febrero en La bambola della prateria (de Carlo Lombardo), y el 27 de febrero en Gigolette (de C. Lombardo y Giovacchino Forzano con música de Franz Lehar).
Tras conocer a Isa Bluette, Nuto Navarrini recuperó su amor por el jazz llevando en gira por Italia la Jazz Revue, que debutó el 1 de mayo de 1931. Con Isa Bluette, Navarrini llevó también a escena varias revistas-operetas: Madama Poesia, Poesia senza veli, Il ratto delle Cubane y Questa è la verità.
Tras fallecer Isa Bluette, inició una nueva relación sentimental y profesional con Vera Rol. Navarrini, simpatizante del fascismo, creó espectáculos de carácter propagandístico a favor del régimen: entre otros, Il diavolo nella giarrettiera (opereta de Giovanni D'Anzi llevada a escena en el Teatro Reinach de Parma en febrero de 1944) y I cadetti di Rivafiorita, temporada 1944-1945. Gracias a esa actividad, fue nombrado ad honorem capitán del cuerpo camisas negras de la República Social Italiana. El último espectáculo de esa tendencia fue La Gazzetta del sorriso, en la cual el papel de Vera Rol simbolizaba a la Italia de la cual abusa Estados Unidos.
Tras el 25 de abril de 1945, la pareja fue sometida a un ajuste de cuentas: Vera Rol, a la que raparon el cabello, fue exhibida en Milán como colaboracionista. Aun así, y tras ser sometidos a juicio, fueron absueltos por falta de pruebas de la acusación de colaboracionismo.
La compañía volvió a representar, tras un descanso forzado por la mala publicidad en la posguerra. El nuevo show de teatro de revista se tituló L'imperatore si diverte, con textos de Dino Gelich y Alfredo Bracchi.
En 1954 representó con el Teatro Verdi de Trieste La posada del Caballito Blanco, con Anna Campori y Elvio Calderoni dirigidos  por Vito Molinari. En 1955 fue Mustafà Bey en Baile en el Savoy, de Paul Abraham, y en 1958 trabajó en La duquesa de Chicago, con Irene Callaway, Sergio Tedesco y Anna Campori bajo la dirección de Mario Lanfranchi.
Navarrini prosiguió su actividad de actor también en el cine, actuando después nuevamente en el teatro. Así, en la temporada 1962-1963 participó en Buonanotte Bettina de Pietro Garinei y Sandro Giovannini, junto a Walter Chiari y Alida Chelli en sustitución de Delia Scala.

### Televisión
Navarrini llevó a la televisión en los años 1950 y 1960 algunas operetas, y fue también intérprete de la miniserie televisiva Le avventure di Laura Storm, en la cual actuó junto a Lauretta Masiero bajo dirección de Camillo Mastrocinque.
En los primeros años de la RAI participó en la emisión televisiva Lui e Lei (1956), presentada por Nino Taranto y Delia Scala, actuando junto a Nino Besozzi, Gianni Agus, Ferruccio Amendola, Aldo Giuffré, Carla Macelloni, Sandra Mondaini, Isa Pola y Esperia Sperani (la dirección fue de Vito Molinari).

### Vida privada
Navarrini se casó cuatro veces. Su primera esposa fue la bailarina clásica Sofia Laurenzi, muerta en un parto. Se casó en 1939 con la actriz Isa Bluette cuando ella estaba en su lecho de muerte. Después se casó con la soubrette Vera Rol, de la que se  separó en 1971, obteniendo la sentencia de divorcio el 30 de marzo de 1972, y casándose ese mismo año con Milena Benigni, con la cual había tenido en 1945 un hijo, Urano Benigni, nacido en Verona, que fue futbolista del Milán.
Nuto Navarrini falleció en Milán, Italia, en 1973, a causa de una hemorragia cerebral.

## Filmografía
- 1913 : Il delitto della via di Nizza, de Henri Étiévant
- 1914 : La reginetta delle rose, de Giovacchino Forzano y Gino Rossetti
- 1945 : Vivere ancora, de Francesco De Robertis
- 1946 : Ogni giorno è domenica, de Mario Baffico
- 1950 : Figaro qua, Figaro là, de Carlo Ludovico Bragaglia
- 1951 : I due sergenti, de Carlo Alberto Chiesa
- 1953 : Ivan (il figlio del diavolo bianco), de Guido Brignone
- 1957 : Susanna tutta panna, de Steno
- 1958 : La zia d'America va a sciare, de Roberto Bianchi Montero
- 1959 : Fantasmi e ladri, de Giorgio Simonelli
- 1962 : Il medico delle donne, de Marino Girolami
- 1962 : L'assassino si chiama Pompeo, de Marino Girolami